# Два всадника
«Два всадника» (англ. Two Rode Together, дословно — «Двое скакали вместе») — кинофильм режиссёра Джона Форда, вышедший на экраны в 1961 году. Экранизация романа Уилла Кука «Пленники команчей» (Comanche Captives).

## Сюжет
Гатри Маккейб служит шерифом в небольшом городке, за что получает 10 % дохода местного салуна. Однажды здесь появляется лейтенант Джим Гэри со своим кавалерийским отрядом, чтобы предложить Маккейбу следующую работу: разыскать на индейских территориях белых людей, похищенных во время недавней войны с команчами. Циничный шериф не готов рисковать жизнью ради дела, которое, по его убеждению, того не стоит, ведь за годы, прошедшие с момента похищения, пленники или погибли, или позабыли прошлую жизнь и стали индейцами. Единственное, что склоняет его принять предложение, — это щедрое вознаграждение, обещанное родственниками похищенных людей. После небольшой подготовки Маккейб в сопровождении Джима отправляется в путь…

## В ролях
- Джеймс Стюарт — шериф Гатри Маккейб
- Ричард Уидмарк — лейтенант Джим Гэри
- Ширли Джонс — Марти Перселл
- Линда Кристал — Элена де ла Мадриага
- Энди Девайн — сержант Поузи
- Джон Макинтайр — майор Фрейзер
- Пол Бёрч — судья Эдвард Перселл
- Уиллис Бучи — Гарри Рингл
- Брэндон, Генри[англ.] — вождь Куана Паркер
- Вуди Строуд — Каменный Бык
- Гарри Кэри младший — Орто Клегг
- Олайв Кэри — миссис Эбби Фрейзер
- Анна Ли — миссис Малапроп
- Жанетт Нолан — миссис Мэри Маккендлесс

В титрах не указаны
- Гертруда Астор — миссис Урингл
- Рут Клиффорд — женщина
- Джеймс Кирквуд — офицер